# أكيهيرو ساتو
أكيهيرو ساتو (باليابانية: 佐藤 晃大) (22 أكتوبر 1986 في كاناغاوا في اليابان – )؛ هو لاعب كرة قدم ياباني سابق كان يلعب كمهاجم.

## وصلات خارجية
- أكيهيرو ساتو على موقع رابطة كرة القدم اليابانية للمحترفين (اليابانية)
- أكيهيرو ساتو على موقع قاعدة بيانات كرة القدم.إي يو (الإنجليزية)
- أكيهيرو ساتو على موقع Soccerway.com (الإنجليزية)
- أكيهيرو ساتو على موقع عالم كرة القدم.نت (الإنجليزية)